# Bundaberg Volcanic Province
Die Bundaberg Volcanic Province, auch Bundaberg Volcano genannt, ist eine geologische Provinz, die in einer Zeitdauer von 64 Millionen Jahren entstand. Das vulkanische Gebiet befindet sich im Raum Bundaberg und Childers in Queensland, Australien. Die Vulkanfelder entstanden durch aus Gesteinsspalten austretende Lava.
Die Provinz setzt sich aus vier Vulkanfeldern, die nach ihrem Alter und chemischen Zusammensetzung unterschieden werden, in Gin Gin Volcanic Field, Childers Volcanic Field, Stony Range Volcanic und The Hummock Volcanic Field zusammen. Der letzte Vulkanausbruch erfolgte vor 900.000 Jahren.
Das Gin Gin Volcanic Field entstand von der späten Kreide bis zum frühen Eozän, das Childers Volcanic Field folgte 20 Millionen Jahre später. Während des späten Miozän bis zum späten Pliozän entstand ein Vulkanfeld, das Stony Range Volcanic, in der Größe von 18 km × 50 km. Das Hummock Volcanic Field entstand im Pleistozän. 
Die Gesteine dieses Vulkankomplexes sind Basalte, Gesteine, die Nephelin und Basanite enthalten.
Vulkanische Ausläufer dieses Gebiets wurden unter der Nordspitze von K’gari in einer Tiefe von 421 bis 592 Metern bei Bohrungen festgestellt. Der Mount Le Brun ist ein 330 Meter hoher Vulkankrater des Gebiets, der aus Basalt und Vulkanischen Bomben zusammengesetzt ist und aus zwei Maaren besteht.
Die Bundaberg Volcanic Province gilt als das am meisten durch Erdbeben gefährdete Gebiet Australiens.